# کنفدراسیون ورزش‌های المپیک آلمان
کنفدراسیون ورزش‌های المپیک آلمان (آلمانی: Deutscher Olympischer Sportbund) یک سازمان ورزشی است که نماینده کشور آلمان در کمیته بین‌المللی المپیک می‌باشد.
این سازمان که در سال ۱۸۹۵ تأسیس شده مسئول آماده‌سازی و اعزام ورزشکاران به بازی‌های المپیک، بازی‌های المپیک جوانان و بازی‌های اروپایی است.